# 68a Divisió (Exèrcit Popular de la República)
La 68a Divisió va ser una divisió de l'Exèrcit Popular Republicà que va lluitar durant la Guerra Civil Espanyola en defensa de la legalitat de la Segona República Espanyola. Aquesta unitat, creada en l'estiu de 1938 a Daimiel, va lluitar als fronts de Terol, Llevant i Extremadura abans que al març de 1939 es dissolgués després de la rendició de la República per la Junta de Govern del Coronel Segismundo Casado.
L'existència d'aquesta Divisió va conèixer dues fases independents i ben diferenciades. En la primera va desenvolupar les seves accions en la Batalla de Terol i es va dissoldre poc després. En maig de 1938 es va organitzar una nova Divisió a Extremadura, que va heretar el número 68, per a ser destinada al front de Llevant.

## Historial operatiu. Primera fase

### Preparatius i organització
La Divisió es va formar a l'agost de 1937 a Daimiel i Ciudad Real, estant formada per quatre noves brigades, la 218a, al comandament del Comandant d'Infanteria Manuel Muzas Ibars, la 219a, al comandament del Comandant d'Infanteria Manuel Perez Garrido, la 220a, al comandament del Major de Milícies Ramón González Pardo i la 221a, al comandament del Comandant d'Infanteria José Torralba Ordóñez, i quedà adscrita al XX Cos d'Exèrcit, enquadrat en l'Exèrcit de Maniobra. No obstant això, la 221a Brigada es va separar d'aquesta Divisió al començament de la batalla de Terol, passant a forma part de la 71a Divisió

### Batalla de Terol
La 68a Divisió, en aquesta la seva primera fase, va participar en la batalla de Terol des del seu inici, el desembre de 1937, amb les Brigades 218a, 219a i 220a. Les accions van començar el 14 de desembre, quan unitats d'aquesta Divisió (de les Brigades 218 i 220) van llançar el seu atac contra el Port de Villastar, aconseguint conquistar-lo dos dies més tard, formant una bossa, la neteja de la qual li va ser assignada. El 19 van ocupar Castralbo i El Castellar i, el 21 es van llançar en primer graó a l'assalt de Terol, ocupant el flanc esquerre. La 220 Brigada va ser una de les primeres unitats a entrar a la ciutat, però va resultar tan infringida que va haver de ser retirada a Cueva de Valverde i Sarrión per a reposar efectius. Per part seva, la 219a Brigada va iniciar les seves accions el 15 de desembre, però només va aconseguir una feble penetració per Villaespesa que, dies més tard, quedaria encerclada.
En l'assalt final a Terol, la 219a Brigada va actuar en segon graó al flanc esquerre, assaltant la plaça el dia 22 de desembre. La seva actuació va ser molt brillant, i va impedir que les tropes nacionals aixequessin el cèrcol de Terol l'1 de gener de 1938. Molt infringida per la lluita a la ciutat i el cru hivern, va haver de ser retirada per a la seva reorganització a Extremadura, però es va reintegrar al front terolenc al febrer.
La 220a Brigada va rellevar el 30 de desembre a forces de la 11a Divisió a Concud, que va perdre l'endemà, retirant-se a Terol. Va ser enviada a Extremadura per a una reorganització en profunditat, però, el 17 de febrer, tornava a estar en el front de Terol.
Al març de 1938, acabada la Batalla de Terol, es va dissoldre la Divisió, quedant les seves unitats assignades de la següent manera: la 218a va passar a enquadrar-se en la 34a Divisió, la 219a en la 66a, i la 220a en la 22a.

## Historial operatiu. Segona fase

### Preparatius i organització
Es va crear de nou el 30 d'abril de 1938, a Cabeza del Buey. Tenia com a objectiu exercir de força de xoc per a reforçar el front de Llevant, davant l'avanç imparable de les forces franquistes sobre Castelló de la Plana. El seu comandament va ser encomanat a l'acabat d'ascendir Comandant d'Infanteria Justo López Mejías, que comandava en aquest moment la 38a Divisió. Com a Cap d'Estat Major va ser nomenat el Capità d'Infanteria en Campanya Elisardo Penas García, acabat d'ascendir i procedent també de la 38a Divisió. Com a Comissari polític es va nomenar Roque Nieto Peña, d'Izquierda Republicana.
Es va organitzar amb tres noves Brigades, la 189a, al comandament del Comandant d'Artilleria Juan García Pina, la 190a, al comandament del Capità de Cavalleria Fernando Garcés Soler, antic alferes de l'Escala de Complement i la 191a, al comandament del Major de Milícies Germán Bataller Prats. Els tres tindrien una molt destacada actuació. Les Brigades es van crear amb dotze Batallons extrets de les Brigades 46a, 47a, 109a i 88a (la 189a), de les 103a, 115a, 120a i 114a (la 190a), i les 86a, 103a, 113a i 115a (la 191a). La seva organització i instrucció van progressar ràpidament i eficient. No obstant això, a causa de la impossibilitat de trobar els comandaments apropiats en les seccions més tècniques de l'Estat Major, al cap d'un mes es va optar per nomenar com a Cap d'E.M. al Comandant Luis Espinosa Briones, militar de carrera, quedant Penes com a Cap d'Operacions, encara que en la pràctica aquest va continuar portant el pes principal del treball de l'E.M.
Finalitzat el període d'instrucció, les tres brigades es van desplaçar a Llevant per ferrocarril, en nou llargs trens que van partir de les estacions de Cabeza del Buey i Almorchón, en els primers dies de juny.
Una vegada a Llevant, la 68a Divisió va establir la seva Caserna General en una masia dels afores de la població de Soneja, a la província de Castelló de la Plana.

### Front de Castelló
Va entrar en Combat ocupant posicions en la Serra de Borriol, cap al dia 9 de juny. Durant diversos dies va suportar un intens i continu bombardeig artiller, amb major o menor fortuna, segons les unitats.
Les Brigades 189a i 191a van sofrir un fort desgast, encara que la 189a va protagonitzar un dur contraatac el dia 13. Els diferents batallons que les formaven van ser progressivament retirant-se a rereguarda, a mesura que anaven quedant delmats, però un d'ells, format principalment per elements anarquistes, es va fer fort en un petit tascó d'uns 4 km de llarga i 1 d'ampla. No obstant això el comandament va decidir retirar-la, davant la situació tan precària. Aquesta retirada li va costar també un bon nombre de baixes.
Mentrestant, la 190a brigada, menys infringida, va quedar en línia i assignada a la 6a Divisió.
Les dues brigades retirades, la 189a i la 191a, no van tenir temps de reforçar-se ni gairebé descansar, perquè immediatament, el dia 17 van rebre l'ordre d'acudir al sector de Onda. La 189a Brigada, especialment el batalló anarquista (el que feia número 756, procedent en origen en la 88a BM), va realitzar un intens atac en el pujol conegut com la Talaia, al Nord d'Onda, aconseguint coronar-la i conquistar-la, capturant un bon nombre d'armes i deu presoners. Però aquesta conquesta va durar poc. Els soldats, esgotats per la intensa caminada del dia anterior (de Borriol a Onda passant per rereguarda: 35km sense gairebé descans), es van quedar dormits en gran part i no van poder evitar que l'enemic reconquerís el pujol. Durant les següents hores es van succeir diversos atacs i contraatacs, cada vegada menys intensos, fins que les tropes de l'anomenat Destacament d'Enllaç, del general García-Valiño, van prendre el control definitiu d'aquest enclavament.
L'esmentat batalló va quedar notablement delmat i el seu comandant, segons algunes fonts, va morir durant els atacs i posteriorment va ser condecorat a títol pòstum amb la Medalla al valor, però aquest extrem no ha estat confirmat.
Una vegada que Onda, defensada heroicament per l'anomenada Divisió Extremadura, va caure en mans de l'exèrcit franquista el dia 24, les unitats de la 68a Divisió van ocupar posicions a la Serra d'Espadà, als voltants d'Onda, al Sud i Sud-oest d'aquesta localitat. La 191a BM va quedar sòlidament establerta en les seves posicions. Les cròniques parlen que va realitzar una fèrria resistència, malgrat els feroços atacs de l'artilleria i aviació franquista, arribant a protagonitzar diversos atacs i contraatacs, que van impossibilitar a l'enemic avançar pel seu sector.
La 189a, d'altra banda, va rellevar a la Divisió Extremadura, passant a defensar la línia del front, a la dreta de la 191a; el sector de la 189a era de defensa més crítica, perquè incloïa la zona de la carretera de Tales a Sogorb, perillosa via de penetració per l'enemic. El dia 3 de juliol, un fort atac franquista sobre la carretera, unit a un error de coordinació amb un batalló de la 205a BM, va desfer la defensa republicana, deixant l'esmentada carretera expedita per als tancs enemics. Però el comandament d'Operacions de la 68a Divisió, gràcies al bon coneixement del terreny, va aconseguir tornar a controlar la situació, localitzant de nit les disperses tropes i restablint les línies i el contacte amb els comandaments, trencats per l'atac enemic.
Durant aquests dies, la 190a BM va tornar transitòriament al control de la 68a Divisió, però immediatament després va passar a dependre definitivament de la 15a Divisió. A continuació, les Brigades 189a i 191a van ser rellevades per a traslladar-se al sector de Vilamalur, a l'esquerra, on ja no es van moure de les seves posicions fins a ser rellevades per la 10a Divisió i retirar-se el dia 9 a rereguarda, per recompondre els seus efectius.
La labor d'aquesta divisió durant aquelles setmanes havia estat la de contenir a l'enemic tot el possible mentre es construïa la línia XYZ a marxes forçades, tractant de guanyar tot el temps possible. Però el cost en baixes va ser enorme.
El període de descans només va durar tres dies, car la 68a Divisió va haver d'acudir precipitadament al sector Manzanera-Alcetas, en les proximitats de Barraques. Amb els únics elements operatius de les dues brigades van organitzar una única Brigada que es va desplaçar a la zona per ferrocarril, on van ocupar les seves posicions. Però per tractar-se de terreny pla, a penes van aconseguir contenir a l'enemic, havent-se de retirar a continuació a la línia XYZ al seu pas per les poblacions de Viver i Xèrica. En aquesta zona van resistir bé en les seves posicions, mentre totes dues poblacions van quedar destruïdes per complet després de la batalla. La 68a Divisió, ja notablement minvada en els seus efectius per les baixes i les desercions de les jornades anteriors, es va retirar definitivament a rereguarda a partir del dia 21 de juliol, establint la seva caserna general a Macastre. El front de Llevant va quedar en línies generals estabilitzat a partir d'aquest moment.

### Front d'Extremadura
Estabilitzat el front de Llevant, la Divisió va rebre l'ordre de tornar a Extremadura, davant el sobtat avanç franquista per la zona de la Serena, que va fer caure les poblacions de Don Benito, Villanueva de la Serena i Castuera, entre d'altres, en poder de les tropes franquistes de Queipo de Llano, les quals continuaven avançant sense ser a penes frenades per les tropes republicanes, enxampades de sorpresa i amb una organització molt deficient.
Les dues brigades de la 68a Divisió es van desplaçar a Extremadura el 31 de juliol, en un llarg comboi de més d'un centenar de camions, al comandament del seu Cap d'Operacions, mentre els altres caps ho van fer l'endemà, en automòbil. Una vegada en les proximitats de Cabeza del Buey, van passar a reforçar la defensa del sector, llavors en situació absolutament caòtica. Les lluites es van succeir durant quinze llargs dies, en les zones planes al nord d'aquella població, i quan aquestes zones no van poder ser defensades, passant a fortificar-se en la cadena de muntanyes situada entre Castuera i Cabeza del Buey i la serra de Torozo, on van resistir millor, però no es va poder evitar la presa de Cabeza del Buey, el dia 12 d'agost. Les poblacions de Peñalsordo i Zarza-Capilla van quedar en ruïnes després d'aquells combats com a resultat de la dura acció de l'artilleria franquista.
Aquests avanços van sofrir una reculada temporal gràcies a l'acció de l'artilleria republicana del Comandant Pérez-Salas, però aquest va ser efímer, quedant l'exèrcit franquista en poder de tota la cadena de muntanyes, com a conseqüència final que un batalló de la 191a BM, en ser rellevat per un altre, d'una unitat diferent, format per soldats sapadors acabats de reclutar i d'escassa o nul·la preparació per al combat, va fugir en desbandada davant el primer atac enemic i en quedar-se sense munició com a conseqüència d'un error logístic o sabotatge.
Cap a finals d'agost, no obstant això, es va produir un brillant atac republicà conjunt de la 68a Divisió juntament amb altres dues, que va permetre recuperar gairebé tota la Serra de Torozo i la major part de la plana situada al Nord de Cap del Bou, fins a les proximitats de Castuera i Campanar, incloent les poblacions de Peñalsordo i Zarza-Capilla. El front va quedar estabilitzat des de llavors en aquest sector, pràcticament fins al final de la guerra, quedant un tascó enemic introduït en territori republicà coneguda com a "Sortint de Cabeza del Buey", per trobar-se aquesta població en l'extrem d'aquest tascó. Amb el front estabilitzat, la 68a Divisió va establir la seva caserna general en un mas situat als afores de Belalcázar, i defensant les seves tropes el front situat en la riba dreta del riu Zújar.
Mentrestant, la 189a Brigada va canviar de Comandant, passant a ser manada pel major Ignacio Nuevo. Així mateix, el Cap de la 191a, el major Bataller Prats, havia caigut malferit durant els combats de principis d'agost, sent rellevat pel també major Leandro Rodríguez Mota. Finalment el Ct. Espinosa va ser apartat de la primera línia del front, en estar qualificat com a "políticament indiferent", i se'l va destinar a un lloc en rereguarda. La Prefectura de l'Estat Major de la Divisió es va encomanar de nou, amb caràcter accidental, al capità Elisardo Penas.
En aquells dies es va incorporar a la 68a divisió una nova Brigada, la 194a, al comandament del comandant de Milícies Manuel Campos Cotero, qui anteriorment havia comandat el 2a batalló de la 189a BM durant la campanya de Llevant. Amb aquestes tres brigades (189a, 191a i 194a) quedaria ja configurada la 68a Divisió, sense gaires variacions fins al final de la guerra. El sector llavors estava estable, tan sols afectat per petites escaramusses.
El novembre de 1938, la 68a Divisió es va traslladar de sector, establint el que seria la seva última caserna general a l'ajuntament de Capilla, pròxim a Peñalsordo, i desplegant les seves tropes per la plana de la Sibèria Extremenya, des de les proximitats de Campanar i Castuera, fins passat el sortint de Cabeza del Buey. El terreny era molt incòmode. La 191a BM, la més afortunada, es va desplegar per la Serra de Torozo, mentre que la 194a va ocupar la zona més occidental, i la 189a es va desplegar al Nord i Nord-oest de Cabeza del Buey, cobrint la zona de front més pla i difícil de defensar.
El sector va romandre en calma fins a gener, i per nadal es van concedir nombrosos permisos als soldats, donada la gairebé total inactivitat bèl·lica en el sector.
Per Nadal, es va assignar un nou Cap d'Estat Major de la Divisió, pel fet que Elisardo Penas no disposava del títol de Graduat d'Estat Major, perquè el comandament sempre li va considerar imprescindible i no es va trobar el moment adequat per a poder graduar-se. Des de llavors fins al final de la guerra va romandre com a Cap d'Operacions.

### Batalla de Valsequillo
En aquesta batalla, iniciada el 5 de Gener, se li va assignar la missió de donar suport a l'atac principal mitjançant un amago sobre Castuera, realitzat amb els seus dos Batallons de reserva més una bateria d'artilleria. Davant l'acció d'aquesta, l'enemic va fugir en desbandada de les seves posicions, però la pluja torrencial d'aquella matinada va convertir els barrancs del riu Guadalefra (que marcaven la línia del front en aquella zona) en impetuosos torrents impossibles de creuar pels soldats, diversos dels quals van morir ofegats en l'intent. Aquest fet va fer fracassar l'acció, car mentre que les forces atacants van esperar diversos dies en va al fet que millorés el temps, l'efecte sorpresa de l'atac havia passat ja i les tropes franquistes havien tornat a les seves posicions, ajudades a més per la resposta de la seva artilleria. Cinc dies després, l'atac es va donar per conclòs en aquesta zona i els batallons van tornar, en un lamentable estat, a causa dels diversos dies que havien suportat la intensa pluja a la intempèrie. Aquest succés va provocar una forta desmoralització en els efectius.
Com a conseqüència d'aquest fracàs, Justo López Mejías va ser apartat de la Prefectura de la Divisió, sent enviat a la seva casa amb un permís de dos mesos. El nou cap era un altre comandant professional, també comunista, que es va veure obligat a deixar el lloc immediatament després del Cop d'estat del Coronel Segismundo Casado, després de la purga general de comandaments comunistes. Li va succeir en la prefectura de la Divisió el Major de Milícies Leandro Rodríguez Mota, qui llavors comandava la 191a Brigada Mixta.

### Final de la guerra i dissolució
El 25 de març la Divisió va rebre en la seva caserna general de Capella l'ordre d'abandonar el front i reunir-se en la població de Siruela (situada a uns 30 km), on rebria noves instruccions. A aquesta població van arribar després d'una llarga marxa nocturna. Les noves instruccions consistien a continuar replegant-se fins a Piedrabuena, on havien de lliurar les armes. Enmig d'una gran tensió i nombroses escenes de pànic (els oficials coneixien des de feia setmanes que la rendició s'estava negociant, però no així els soldats), van aconseguir arribar els oficials a Piedrabuena en els únics tres camions de què disposaven, i d'allí a Ciudad Real, on van ser requisades les seves armes i els camions. La ciutat es trobava ja en poder dels franquistes, per la qual cosa els oficials van començar a dispersar-se per a tractar de continuar fugint o amagar-se. De els comandaments de la Divisió, només el seu Cap i el Cap d'Operacions van aconseguir, amb gran dificultat, arribar a València, el dia 30, i només aquest últim aconseguiria "in extremis" embarcar-se en un buc francès en Gandia, camí de l'exili, moments abans que l'armada franquista prengués possessió del port, impedint des de llavors l'embarqui de més fugitius.

## Comandaments

### Primera fase
Comandants
- Comandant d'Infanteria Rafael Trigueros Sánchez-Rojas (gener-març de 1938).

Comissaris
- Juan Herráiz Benito, del PCE.

Caps d'Estat Major
- capità de milícies Jesús Lanuza Borrás

### Segona fase
Comandants
- Comandant d'infanteria Justo López Mejías

Comissaris
- Roque Nieto Peña, d'IR (maig-agost de 1938);
- Rodrigo León Ramos,[1] del PSOE;

Caps d'Estat Major
- capità d'infanteria Elisardo Penas García (maig de 1938);
- comandant d'infanteria Luis Espinosa Briones (juny-setembre de 1938);
- capità d'infanteria Elisardo Penas García (setembre de 1938-gener de 1939);
- ? (gener-març de 1939);

## Ordre de batalla
| Data             | Cos d'Exèrcit adscrit | Front de batalla | Brigades mixtes integrades |
| Desembre de 1937 | XX Cos d'Exèrcit      | Terol            | 218a, 219a i 220a          |
| Maig de 1938     | Exèrcit d'Extremadura | Rereguarda       | 189a, 190a i 191a          |
| Juny de 1938     | XXII Cos d'Exèrcit    | Llevant          | 189a, 190a i 191a          |
| Juliol de 1938   | XXI Cos d'Exèrcit     | Llevant          | 189a i 191a                |
| Agost de 1938    | VIII Cos d'Exèrcit    | Extremadura      | 189a i 191a                |
| Octubre de 1938  | VII Cos d'Exèrcit     | Extremadura      | 189a, 191a i 194a          |